# Camp de concentration de Janowska
 (août 2017).
Le camp de concentration de Janowska (en polonais : Obóz Janowski et en russe : Янов, « Yanov ») était un camp de travail nazi, un camp de concentration à la périphérie de Lwów (alors en Pologne, actuellement en Ukraine) créé en septembre 1941. Le camp est appelé Janowska en raison de la rue proche ulica Janowska, plus tard renommée rue Chevtchenko (en ukrainien : Вулиця Шевченка) quand la ville a été intégrée à la république socialiste soviétique d'Ukraine.
Le camp est détruit en novembre 1943.

## Contexte: le ghetto de Lwów
La ville de Lwów, en Pologne (aujourd'hui Lviv, Ukraine) est occupée par l'Union soviétique en septembre 1939 (après l'invasion de la Pologne au début de la Seconde Guerre mondiale), selon les termes du pacte germano-soviétique. À cette époque, il y avait plus de 330 000 juifs résidant à Lwów, dont plus de 90 000 enfants et nourrissons. Plus de 150 000 de ces juifs étaient des réfugiés de la partie de Pologne occupée par les Allemands.
En juin 1941, les Soviétiques, lors de leur retraite devant l'armée allemande, tuent environ 7 000 prisonniers polonais et ukrainiens détenus dans trois prisons (Brygidki (en), Zamarstynów et Łąckiego) à Lwów. En juin 1941, les Allemands occupent Lwów dans le cadre de l'opération Barbarossa. Les Allemands accusent les juifs de collaboration avec le NKVD dans le massacre et utilisent les atrocités commises comme propagande pour inciter un premier pogrom au cours duquel plus de 4 000 juifs seront tués. Par la suite, plus de 7 000 juifs sont assassinés par les troupes allemandes des Einsatzgruppen.
Le début du régime nazi déchaîne une vague de sentiment antisémite. Encouragés par l'armée allemande, les nationalistes locaux ukrainiens assassinent environ 5 500 juifs pendant le second pogrom de Lviv au début de juillet 1941. Entre le 25 et le 27 juillet 1941, un deuxième pogrom a lieu, connu sous le nom des « Journées Petlioura ». Pendant trois jours d'affilée, les militants ukrainiens commettent une attaque meurtrière dans les quartiers juifs de Lwów. Les groupes de juifs sont rassemblés au cimetière juif et à la prison de la rue Łąckiego où ils sont abattus. Plus de 2 000 juifs sont tués et des milliers d'autres sont blessés.
Au début de novembre 1941, les nazis ferment les portions nord de la ville de Lwów (qui fait alors partie du gouvernement général sous le nom allemand de Lemberg) y créant un ghetto. La police allemande tire et tue des milliers de juifs âgés et malades : ils sont abattus alors qu'ils passaient sous le pont de chemin de fer, rue Pełtewna, (pont qui a été appelé pont de la mort par les juifs), alors qu'ils étaient en route vers le ghetto. En mars 1942, les nazis commencent à déporter les juifs du ghetto au centre d'extermination de Bełżec. En août 1942, plus de 65 000 juifs sont déportés du ghetto de Lwów et tués. Au début de juin 1943, les Allemands commencent à détruire et liquider le ghetto.

## Le camp de travail et de transit Janowska
En complément du ghetto de Lwów, en septembre 1941, les Allemands établissent un DAW (Deutsche Ausrüstungswerke : Camp de travail pour l'armement Allemand), atelier de machines de l'usine d'avant-guerre Steinhaus, sis 134 rue Janowska, dans la banlieue nord-ouest de Lwów. Cette usine devient une partie d'un réseau d'usines, détenu et exploité par les SS. Le commandant du camp était le SS-Hauptsturmführer Fritz Gebauer. Les juifs qui travaillent dans cette usine sont des travailleurs forcés, travaillant principalement dans la menuiserie et la ferronnerie.
En octobre 1941, les nazis établissent un camp de concentration à côté de l'usine, qui abritait les travailleurs forcés ainsi que le reste des prisonniers. Des milliers de juifs du ghetto de Lwów sont forcés à travailler comme esclaves ouvriers dans ce camp. Lorsque le ghetto de Lwów est liquidé par les nazis, les habitants du ghetto aptes au travail sont envoyés au camp de Janowska, le reste étant déporté à Belzec dans le cadre de l'extermination. Le camp de concentration est gardé par un bataillon SS Sonderdienst également connu sous le nom des hommes de Trawniki,.
En plus d'être un camp de travail forcé pour les juifs, Janowska est un camp de transit, Durchgangslager Janowska, lors des déportations massives de juifs polonais vers les centres de mise à mort en 1942. Par exemple, en août 1942, environ 600 Juifs sont envoyés du ghetto de Sambor au camp de concentration de Janowska situé a proximité. Les juifs subissent un processus de sélection dans le camp de Janowska, similaire à celui utilisé à Auschwitz-Birkenau et Majdanek[réf. nécessaire], des camps d'extermination nazis. Ceux qui sont jugés aptes au travail restent à Janowska pour le travail forcé. La majorité, rejetée comme étant inapte au travail, est déportée à Belzec et tuée, ou bien abattue au ravin de Piaski, situé juste au nord du camp. En été et à l'automne 1942, des milliers de juifs (principalement du ghetto de Lvov) sont déportés à Janowska et tués dans ce même ravin[réf. nécessaire]. 
Les nazis acceptent occasionnellement que de petits groupes de juifs se rendent en ville durant toute la journée. Ils utilisent cette liberté temporaire pour déterrer les exemplaires de la Torah, cachés dans le cimetière juif de Lwów. Les Torahs sont ensuite découpées en morceaux et cachées sous leurs vêtements puis introduits en cachette dans le camp. Après la guerre, les différentes pièces sont assemblées en un seul livre, appelé la Torah de Yanov, qui se trouve actuellement en Californie.

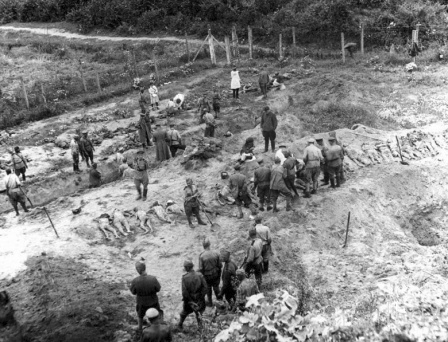
1944: La Commission extraordinaire de l'État soviétique recherchant les crimes des Nazis au camp de concentration de Janowska

## Liquidation du camp de Janowska
L'évacuation du camp de Janowska a commencé en novembre 1943. Comme les Allemands tentent de détruire les traces des assassinats de masse (Sonderaktion 1005), ils forcent les prisonniers à ouvrir les charniers dans la forêt Lesienicki et à brûler les corps. Le 19 novembre 1943, les détenus organisent un soulèvement contre les nazis et tentent une évasion massive. Quelques-uns réussissent à s'échapper, mais la plupart sont repris et assassinés. Les SS et leurs auxiliaires locaux assassinent au moins 6 000 juifs qui ont survécu aux massacres du soulèvement, ainsi que les juifs dans d'autres camps de travail forcé en Galicie, au moment de la liquidation du camp de Janowska[réf. nécessaire].
La Commission d'État extraordinaire Soviétique détermine que plus de 200 000 personnes ont été tuées à Janowska dans le cadre de l'opération des camps. Les cendres mélangées avec des os broyés ont été enterrées à une profondeur d'un mètre quatre-vingt, en divers lieux. Leon Weliczker Wells a déclaré à la Commission que, entre le 6 juin et le 20 novembre 1943 son « équipe aurait brûlé plus de 310 000 personnes dont 170 000 dans l'immédiate proximité du camp et 140 000 ou plus dans la région à l'Est c'est-à-dire Lysynychi à Lwów ». Weliczker a également confirmé la mort de « quelques centaines de milliers de personnes » au procès d'Adolf Eichmann en 1961.
Janowska a servi de camp soviétique de prisonniers après sa libération.[réf. nécessaire]

## Détenus célèbres
- Adolf Beck
- Michel Borwicz
- Janina Hescheles
- Emanuel Schlechter (en)
- Simon Wiesenthal

## Sources
- (de) Cet article est partiellement ou en totalité issu de l’article de Wikipédia en allemand intitulé « KZ Janowska » (voir la liste des auteurs).

- (en) Cet article est partiellement ou en totalité issu de l’article de Wikipédia en anglais intitulé « Janowska concentration camp » (voir la liste des auteurs).